# Condado de Gómara
El  condado de Gómara es un título nobiliario español otorgado, con el vizcondado previo de Almenar, por el rey Carlos II en 1690 a favor de Luis de Salcedo y Arbizu, perteneciente a los linajes de los Salcedo y de los Ríos, familias de caballeros relacionadas con Los Doce Linajes de Soria. Su nombre se refiere al municipio castellano de Gómara y el vizcondado previo sobre la fortaleza y villa del actual municipio de Almenar de Soria, ambas localidades se encontraban en la provincia de Soria (Castilla y León). El actual titular es Pedro Francisco de León y Garrido, que heredó el título en 2006 tras la muerte de su padre, Pedro de León y Santigosa.

## Señores de Gómara

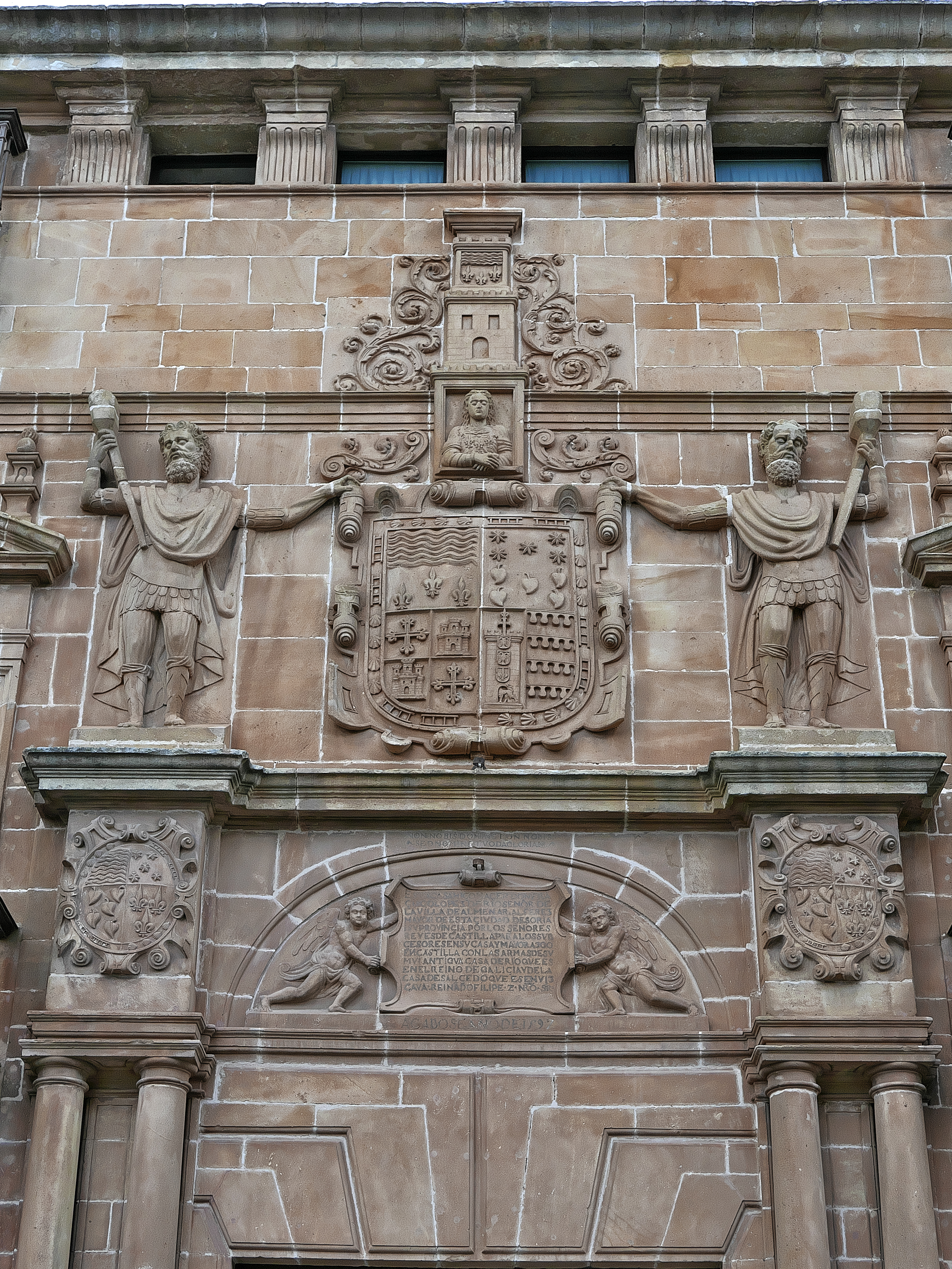
Escudo del Palacio de los Condes de Gómara de Soria

- Antonio (López) de Río y Salcedo. I señor de Gómara, alférez mayor de Soria, caballero de Santiago. Obtuvo el señorío de la villa en 1579, de la mano de Felipe II aunque quedaría en suspenso hasta 1601.

Casó con Ana Bravo de Saravia y Laguna, II señora de Almenar, hija de los señores de la Torre de la Pica y de la Villa de Almenar y hermana de Melchor Bravo de Saravia, gobernador interino del Virreinato de Perú y gobernador de la Capitanía General de Chile. Le sucedió:
- Juana (López) de Río y Bravo de Saravia, II señora de Gómara y III señora de Almenar. :: Casó con su tío Francisco López de Río y Salcedo, señor de la torre, casa y solar de Río, en Galicia, en el partido y feligresía de San Martín de Mondoñedo.[2] Alférez mayor y regidor de Soria a partir de 1567, y promotor del hoy llamado Palacio de los Condes de Gómara en Soria, construido entre 1577 y 1592. Le sucedió:

- Juana (López) de Río y López de Río, III señora de Gómara, IV señora de Almenar y II señora de la torre, casa y solar de Río.

Casó con su primo Antonio López de Río. Le sucedió su hijo:
- Alonso (López) de Río y López de Río, IV señor de Gómara, V señor de Almenar, señor de Valverde de Soria y III señor de la torre, casa y solar de Río, Patrón del Convento de Santa Clara de Soria. Fue segundo esposo de Jerónima de Salcedo y Arbizu. Le sucedió su hija:

- Teresa de Río y Salcedo (m. 1691), V señora de Gómara, VI señora de Almenar y IV señora de la torre, casa y solar de Río.

Casó con su primo hermano Iñigo Eugenio de Agurto Salcedo, II marqués de Gastañaga, primer caballerizo y mayordomo de la reina María Luisa de Orleáns, caballero de la Orden de Santiago, hermano del gobernador de los Países Bajos  y Virrey de Cataluña, Francisco Antonio de Agurto y Salcedo, I marqués de Gastañaga. Sin sucesión le sucedería como VI señor de Gómara, el que será I conde, su tío Luis de Salcedo y Arbizu:

## Condes de Gómara
- Luis de Salcedo y Arbizu (La Póveda, 1630-Madrid, 1693),[1] I conde de Gómara, VI señor de Almenar y V señor de la  torre, casa y solar de Río. Heredero del Mayorazgo de la Poveda y de la Torre de Aldealseñor. Luis de Salcedo fue Oidor de la Real Chancillería de Valladolid, corregidor de Bilbao, ￼￼ Alcalde de la Casa y Corte, del Consejo de las Órdenes y del Consejo de Castilla, caballero de la Orden de Alcántara, presidente de la Sala de Alcaldes del Crimen￼￼[1], así como asistente de Sevilla entre 1683 y 1685. Fue recompensado por el rey Carlos II con el condado.

Casó en Madrid (Real Capilla) el 14 de diciembre de 1661 Ana María de Azcona y Velasco, dama de la cámara de la reina, hija de Diego Ruíz de Azcona, Montero de cámara de su majestad, guarda mayor de la reina Isabel de Borbón y mentor de los Infantes, le sucedió su hijo Pedro.

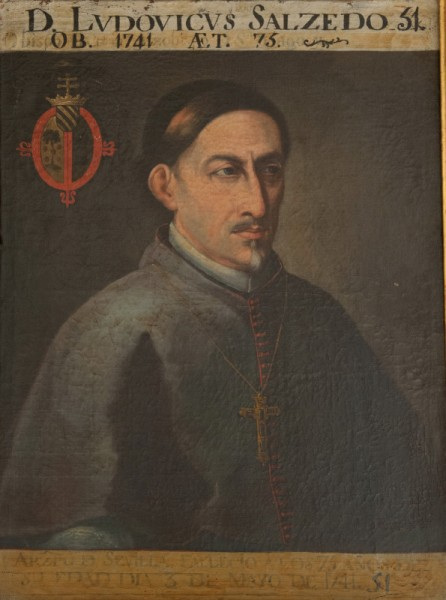
Arzobispo Luis de Salcedo y Azcona

- Pedro de Salcedo y Azcona, II conde de Gómara, comendador de las Casas de Toledo, caballero de la Orden de Calatrava (1676) y Alférez mayor de Soria. Su hermano Luis de Salcedo y Azcona sería obispo de Coria y arzobispo de Santiago de Compostela y Sevilla y su primo Francisco Antonio de Salcedo y Aguirre, primer marqués del Vadillo).

Casado con su prima Isabel del Río Salcedo, les sucedió su hijo Luis Ángel.
- Luis Ángel de Salcedo y Río (Aldealseñor, 1687-), III conde de Gómara, señor de la villa y castillos de Gómara, Almenar de Soria y de los palacios de Valtierra y Veraiz, en Navarra, y sucesor del mayorazgo del marquesado de Vadillo. caballero de Santiago. Teniente de Alférez Mayor de la ciudad de Soria. Estuvo en la rendición de Lérida y en la Guerra contra Cataluña, corregidor de Calatayud y Gentilhombre de Cámara, Mayordomo de Semana de la reina Mariana de Neoburgo y primer caballero y gobernador de su Casa en Bayona. Fueron hermanas suyas Ana María, que casó con el II conde de Villarrea; Isabel María, casada con el IV marqués de Alcántara del Cuervo y Juana Luisa, que enlazó con el conde de Fuerteventura.[5]

Casado en Valtierra, Navarra, el 28 de septiembre de 1715 con María Josefa Beaumont y Navarra y Elio. X, señora del Palacio de Valtierra, nacida en 1696 en Valtierra. Les sucedió su hijo Juan Manuel.
- Juan Manuel de Salcedo y Beaumont (Soria-ibíd., 1799), IV conde de Gómara, alférez mayor de Soria, VIII señor de la villa y castillos de Gómara, X señor de Almenar de Soria y XI señor de los Palacios de Valtierra y Veraiz, en Navarra, XVI señor de la Casa y Torrefuerre de Aldeal, IX señor de la Poveda y dueño de los términos y heredamientos del Royal, Valverde de Soria, Cabrejuelas del Tormo, Tordesalas y su fortaleza. Su hermana María Vicenta casaría con Miguel Jerónimo Davila Ursua, II marqués de Grañina.

Casado en primeras nupcias con su prima María de Camargo y Salcedo, hija del II conde de Villarrea) y en segundas con su sobrina Josefa Rosa Dávila y Salcedo, hija del II marqués de Grañina. Sin sucesión. Le sucede su sobrino.
- Francisco Javier Cárdenas y Dávila, Salcedo y Orozco , V conde de Gómara y IV marqués de Grañina.

Casado con su prima María Soledad Villavicencio y Castejón Salcedo y Río, hija del marqués de Alcantara del Cuervo y de la condesa de Villarrea y de Fuerteventura. Le sucede su nieto.

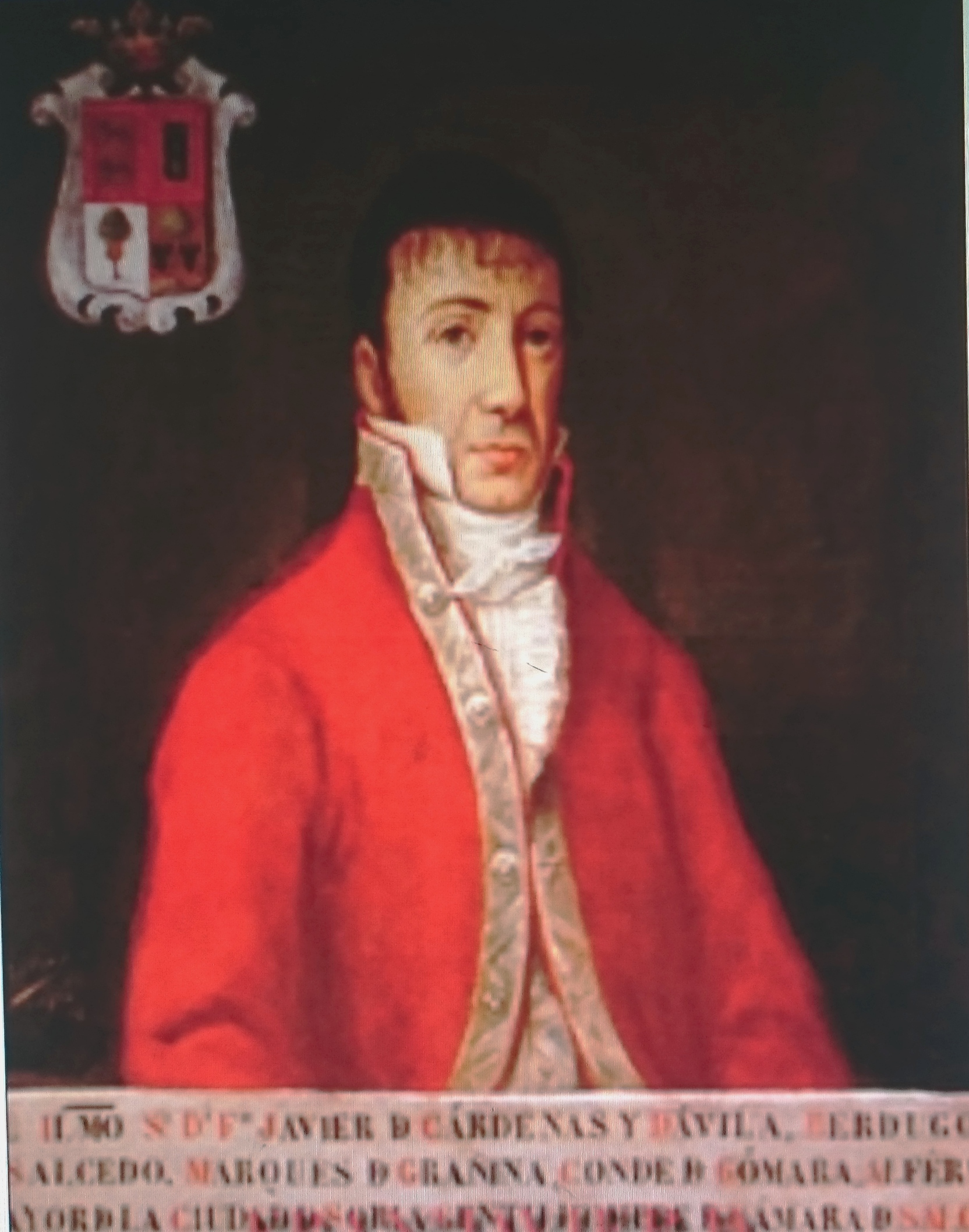
Francisco Javier Cárdenas y Davila, conde de Gómara y marqués de Grañina. Anónimo.

- Francisco Javier de Cárdenas y Orozco Villavicencio (m. 12 de marzo de 1890), VI conde de Gómara y V marqués de Grañina. Falleció sin descendencia. Le sucedió su sobrino.

- Rafael María Arias de Saavedra y Cárdenas de Araoz (Sevilla, 1842-ibíd, 1906), VII conde de Gómara, hijo de Joaquín Arias de Saavedra y Araoz, IV marqués del Moscoso y XV conde de Castellar y hermano de María de la Estrella Arias de Saavedra y Cárdenas, VI marquesa de Grañina, mayordomo de semana de S. M. el rey, caballero maestrante de Sevilla.

Casado con Ana María Pérez de Vargas y Cañavate, hija del IV marqués del Contadero. Le sucede su hija:
- María Justa Arias de Saavedra y Pérez de Vargas (Sevilla, 1883-ibíd., 1952), VIII condesa de Gómara, IX marquesa del Moscoso.

Casada con José de León y Manjón, VII marqués del Valle de la Reina, caballero de la Real Maestranza de Caballería de Sevilla. Le sucedió su hijo.

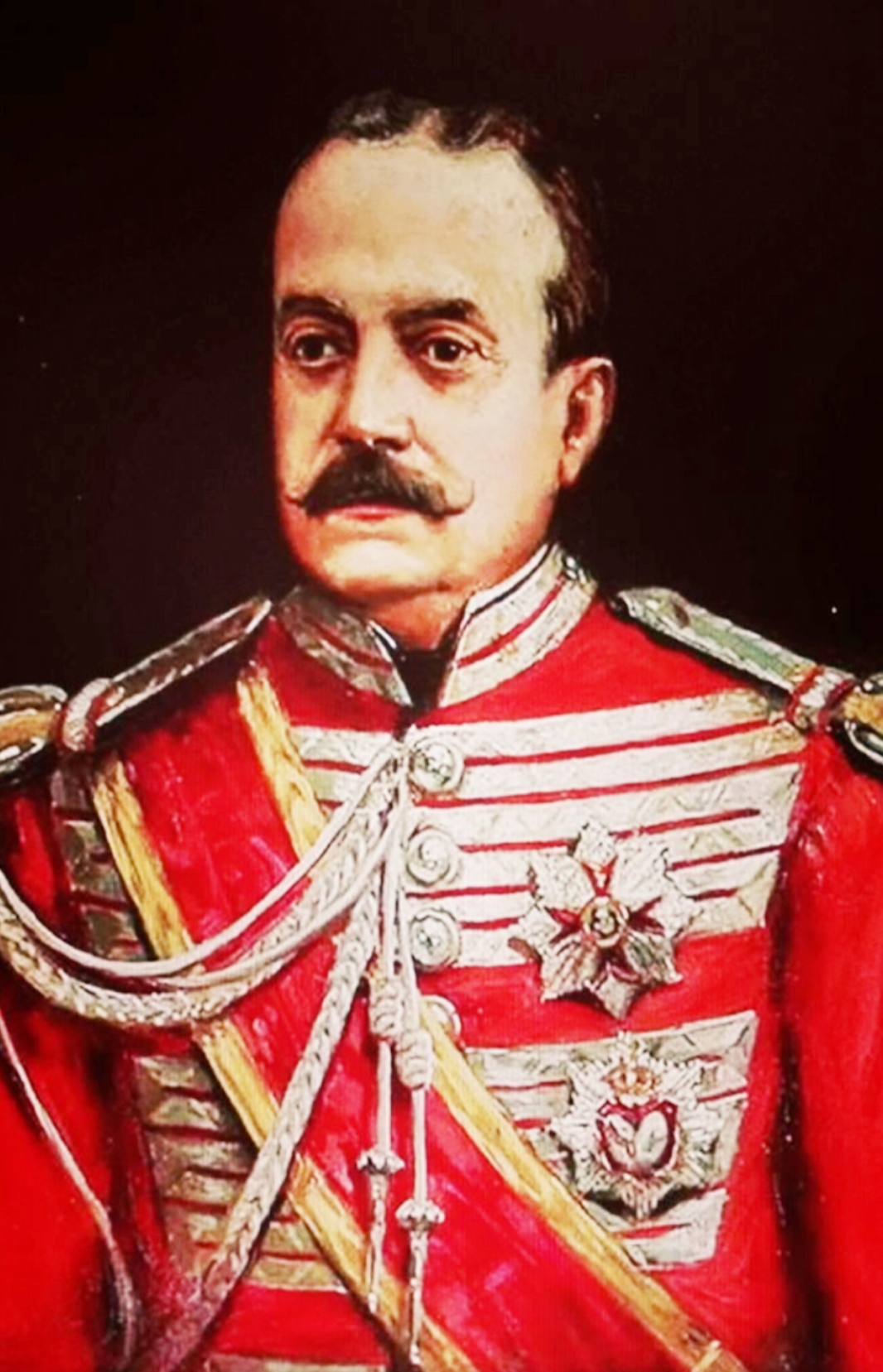
José María de León y Manjón, VIII conde de Gómara. José Moya del Pino. (1891-1969)

- Rafael de León y Arias de Saavedra (Sevilla, 6 de febrero de 1908-Madrid, 9 de diciembre de 1982), IX conde de Gómara, VIII marqués del Valle de la Reina.[6]  Sin sucesión, sigue su sobrino.

- Pedro María de León y Santigosa, X conde de Gómara,[7] IX marqués del Valle de la Reina y VIII conde de la Quintería.

Casado con María Juana Garrido Bejarano. Le sucede su hijo:
- Pedro Francisco de León y Garrido, XI conde de Gómara[8] y IX conde de la Quintería.